# Katrina and the Waves
Katrina and the Waves är en pop- och rockgrupp som bildades 1981 i England. "Walking on Sunshine" från 1985 blev gruppens största hit, fastän den givits ut redan två år tidigare i Kanada. Gruppens frontfigur var Katrina Leskanich (sång, elgitarr) fram tills hon lämnade gruppen 1999. Övriga medlemmar var Kimberly Rew (sång, elgitarr), Alex Cooper (trummor) och Vince de la Cruz (basgitarr). Rew skrev de flesta låtarna.
Den 3 maj 1997 vann gruppen Eurovision Song Contest 1997 med bidraget "Love Shine a Light" när de tävlande för Storbritannien. Kort därefter upplöstes dock gruppen.
2005 bildade Katrina Leskanich en ny grupp för att försöka kvala in till Eurovision Song Contest, denna gång i Sverige. Vid Melodifestivalen 2005 misslyckades gruppen att kvalificera sig från den fjärde semifinalen med låten "As If Tomorrow Will Never Come" (skriven av Thomas G:son), och eliminerades i andra chansen. De tänkte först kalla sig för Katrina and the New Wave, men bytte namn till Katrina and the Nameless efter protester från övriga medlemmar i den ursprungliga gruppen. Katrina Leskanich var senare under 2005 även programledare vid 50-årsgalan för Eurovision Song Contest tillsammans med Renars Kaupers.
I juni 2011 hotade Katrina and the Waves med rättsliga åtgärder mot den amerikanska presidentkandidaten Michele Bachmann för att ha spelat bandets musik under sin valkampanj. Leskanich uttalade att hon vill förbjuda republikanerna att använda bandets musik eftersom hon inte håller med republikanernas politik.
Katrina återförenades med The Waves juli 2013 för ett uppträdande vid San Fermin festivalen i Spanien.

## Diskografi
Studioalbum

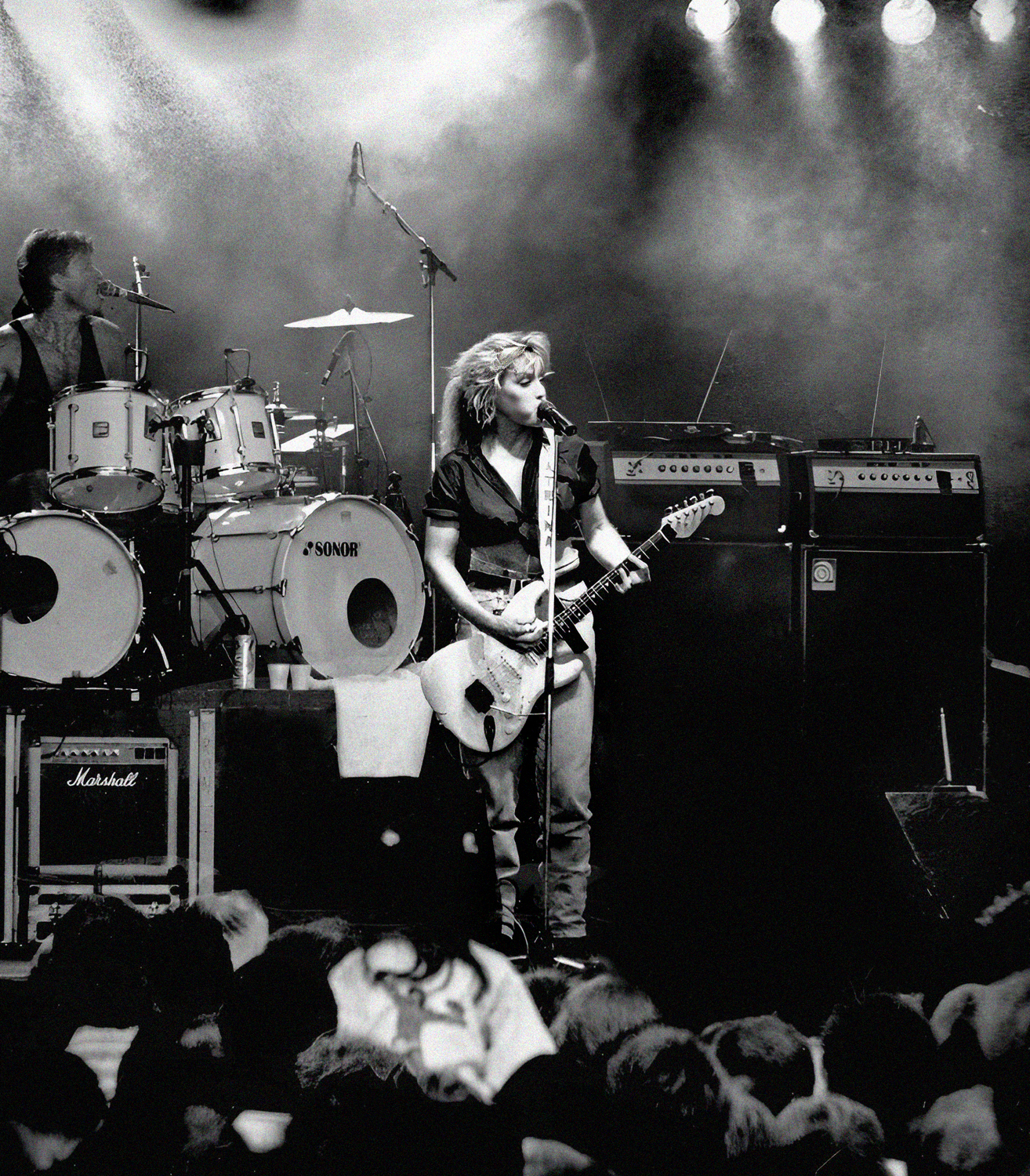
Katrina and the Waves spelade på Malmöfestivalen 14 augusti 1988.

- Shock Horror (1982) (EP som The Waves)
- Walking on Sunshine (1983)
- Katrina & The Waves 2 (1984)
- Katrina & The Waves (1985)
- Waves (1986)
- Break Of Hearts (1989)
- Pet The Tiger (1991)
- Edge Of The Land (1993)
- Turnaround (1994)
- Walk On Water (1997)

Samlingsalbum
- Katrina and the Waves / Waves (1996)
- Walking on Sunshine – The Greatest Hits of Katrina & the Waves (1997)
- The Original Recordings – 1983–1984 (2003)

Singlar (topp 40 på UK Singles Chart)
- "Walking on Sunshine" (1985) (#8)
- "Sun Street" (1986) (#22)
- "Love Shine a Light" (1997) (#3)

## Övrigt
Ett nyhetsprogram i den amerikanska TV-kanalen MSNBC kallade skämtsamt Orkanen Katrina för "Katrina and the Waves" (engelska för Katrina och vågorna).

### Fotnoter
1. ↑  ”Katrinas band byter namn”. Svenska dagbaldet. 1 mars 2005. http://www.svd.se/katrinas-band-byter-namn. Läst 12 november 2015.
2. ↑  Rolling Stone: Katrina and the Waves Join Tom Petty's Fight Against Michele Bachmann
3. ↑  Official Charts UK